# Brely Evans
Brely Evans (Oakland, 9 de diciembre de 1972) es una actriz, cantante y comediante estadounidense, reconocida por protagonizar en 2019 la serie de televisión Ambitions.

## Carrera
Evans nació y se crio en Oakland, California. Su primer papel destacado en cine ocurrió en la comedia romántica de 2010 Just Wright, protagonizada por Queen Latifah. En 2012 apareció en la película musical Sparkle. Otros créditos cinematográficos incluyen He's Mine Not Yours (2011), Black Coffee (2014), The Man in 3B (2015) y You Can't Fight Christmas (2017).
En televisión Evans tuvo un papel recurrente en la serie dramática Being Mary Jane y en la comedia Born Again Virgin. En 2019 protagonizó la comedia Last Call con Charles Malik Whitfield. Más tarde ese año protagonizó la telenovela en horario estelar de Oprah Winfrey Network Ambitions, interpretando a Rondell Lancaster. La serie fue cancelada después de una temporada.